# 올리비에 게즈
올리비에 게즈(영어: Olivier Guez, 1974년 6월 15일 ~ )는 프랑스의 작가, 저널리스트이다. 1974년 프랑스 스트라스부르에서 태어났다. 의사인 부모님 밑에서 성장해 스트라스부르 시앙스포와 런던 정치경제대학교에서 공부한 후 프리랜서 저널리스트 생활을 시작했다. 뉴욕 타임스, 르 몽드, 프랑크푸르터 알게마이네 차이퉁, 르 피가로, 렉스프레스, 르 푸앵 등의 매체와 일했다.
2003년 프레데리크 앙셀과 함께 첫 책 《위대한 동맹》을 썼다. 2014년 첫 소설 《자크 코스카스의 혁명들》을 출간했으며 독일 감독 라르스 크라우메의 2015년 영화 《집념의 검사 프리츠 바우어》에 각본가로 참여하기도 했다. 2017년 두 번째 소설 《나치 의사 멩겔레의 실종》을 발표했고, 이 작품으로 르노도상을 수상했으며 나아가 그해 프랑스 8대 문학상 수상작 중에서 한 권을 선정하는 '문학상의 상'을 받았다. 2019년에는 역사서 《독재자들의 시대》에 대표 저자로 참여했다. 게즈는 현재 파리에 거주하며 작품 활동을 이어 가고 있다.

## 저서

### 논픽션
- La Grande Alliance: De la Tchétchénie à l'Irak, un nouvel ordre mondial, avec Frédéric Encel (2003)
- L'Impossible Retour: Une histoire des Juifs en Allemagne depuis 1945 (2007)
- La Chute du mur, avec Jean-Marc Gonin (2009)
- American Spleen: Un voyage d'Olivier Guez au cœur du déclin américain (2012)
- Éloge de l'esquive (2014)

### 소설
- Les Révolutions de Jacques Koskas (2014)
- La Disparition de Josef Mengele (2017) 《나치 의사 멩겔레의 실종》, 윤정임 옮김(열린책들, 2020)

### 시나리오
- Fritz Bauer, un héros allemand (2015)